# 栗原一晃
栗原 一晃（くりはら かずあき、1979年8月20日 - ） は、松濤館空手の指導者 。
1979年8月20日、茨城県に生まれた。空手は5歳の時に始めた。 駒沢大学出身。 松濤杯争奪世界空手道選手権で2回優勝。JKA全国大会において形で10度、組手で1度優勝。現在、日本空手協会の指導員を務めている。

## 競技歴
- 第56回JKA全日本空手道選手権（2013）- 形1位
- 第55回JKA全日本空手道選手権（2012）- 形1位
- 第12回船越カップ世界空手道選手権大会（パタヤ、2011）- 形1位- 組手1位[2]
- 第54回JKA全日本空手道選手権（2011）- 形1位[2]、組手1位[2]
- 第53回JKA全日本空手道選手権（2010）- 形1位[2]
- 第52回JKA全日本空手道選手権（2009）- 形1位[2]
- 第50回JKA全日本空手道選手権（2007）- 形1位[2]、組手3位
- 第10回船越ギチンカップ世界空手道選手権大会（シドニー、2006年）形1位- 組手1位[2]
- 49回JKA全日本空手道選手権（2006）- 形1位[2]
- 第48回JKA全日本空手道選手権（2005）- 形2位